# Tibulati
I Tibulati (in greco: Τιβουλάτιοι), chiamati anche Tibulates e Tibulatii, furono un'antica tribù della Sardegna descritta da Tolomeo. (III, 3) Abitarono l'estremo settentrione dell'isola, presso l'antica città di Tibula, vicino ai Corsi (dai quali prese nome la Corsica) e subito a nord dei Coracenses.